# 오마 멧월리
오마 멧월리(Omar Metwally, 1974년 4월 10일 ~ )는 미국의 배우이다.

## 출연 작품
- 뮌헨 (2005) - 알리 역